# Leitschenstein
Leitschenstein ist ein Gemeindeteil des Marktes Steinwiesen im Landkreis Kronach (Oberfranken, Bayern).

## Geographie
Die Einöde liegt an der Großen Leitsch, die etwas weiter südlich als rechter Zufluss in die Rodach mündet. Die beiden Anwesen bilden mit Eisenhammer im Süden und mit Steinwiesen im Osten eine geschlossene Siedlung. Sie liegt an der Staatsstraße 2207 und an der Kreisstraße KC 21, die von Norden herkommend dort mündet.

## Geschichte
Leitschenstein wurde in der ersten Hälfte des 20. Jahrhunderts auf dem Gemeindegebiet von Steinwiesen gegründet.

### Einwohnerentwicklung
| Jahr      | 001925 | 001950 | 001961 | 001970 | 001987 |
| Einwohner | 9      | 4      | 3      | 10     | *      |
| Häuser    | 1      | 1      | 1      |        | *      |
| Quelle    | [ 5 ]  | [ 6 ]  | [ 7 ]  | [ 8 ]  | [ 9 ]  |

## Religion
Der Ort ist römisch-katholisch geprägt und nach Mariä Geburt (Steinwiesen) gepfarrt.